# The Crimson Yoke
The Crimson Yoke è un cortometraggio muto del 1916 diretto da Cleo Madison e William V. Mong

## Produzione
Il film venne prodotto dalla Rex Motion Picture Company

## Distribuzione
Distribuito dalla Universal Film Manufacturing Company, il film - un cortometraggio di due bobine - uscì nelle sale cinematografiche USA il 16 luglio 1916. Non si conoscono copie ancora esistenti della pellicola che viene considerata presumibilmente perduta.